# Koen Kampioen (televisieserie)
Koen Kampioen is een Nederlandse televisieserie uit 2012. Het is een achtdelige televisieserie gebaseerd op de boeken van Fred Diks. In de serie worden de avonturen van Koen Kampioen gevolgd.

## Rolverdeling
| Acteur               | Personage    | Opmerking         |
| -------------------- | ------------ | ----------------- |
| Sjors van den Hoogen | Koen         |                   |
| Bibianne Garretsen   | Renske       | ploeggenoot       |
| Neville van den Berg | Niels        | beste vriend      |
| Isa Hofland          | Aukje        | ploeggenoot       |
| Dion Kwint           | Gijs         | ploeggenoot       |
| Zorin Kataria        | Tarkan       | ploeggenoot       |
| Tim Murck            | Sebas        | trainer           |
| Ad van Kempen        | Dhr. Waser   | voorzitter FC Top |
| Leontine Ruiters     | Sanne-Fleur  | moeder Gijs       |
| Pim Veth             | Ernst        |                   |
| Katrien van Beurden  | Nora         |                   |
| Martijn Oversteegen  | Frank        |                   |
| Luca Borsato         | Jordy        |                   |
| Nellie Benner        | Juf Martje   |                   |
| Hugo Borst           | Scout Beumer |                   |